# Anne Pépin
Pour les articles homonymes, voir Pépin.
Anne Pépin (1747-1837) était une signare de l'île de Gorée.

## Biographie
Son père était Jean Pépin, chirurgien-major de l’île, et sa mère, la signare (maîtresse femme métisse) Catherine Baudet.
Anne Pépin est la sœur de Nicolas Pépin qui fit construire entre 1776 et 1784 une maison avec un double escalier, appelée communément aujourd'hui Maison des Esclaves.
En 1786, Gorée accueille son nouveau gouverneur, le chevalier Stanislas de Boufflers. À Gorée, il rencontre et devient l'amant de la plus célèbre des signares, Anne Pépin. Celle-ci, comme ses cousines, est une redoutable commerçante spécialisée dans le commerce en contrebande de la gomme arabique, avec la complicité des gouverneurs français ou anglais. Eléonore de Boufflers apprenant cette liaison par un Abbé mondain écrit en 1787 au Chevalier, son mari, "pense à moi dans les bras de ta belle".
Anne Pépin anime l'île de nombreuses fêtes qui resteront longtemps dans les mémoires des habitants de l'île. Elle fait construire par ses serviteurs-artisans des maisons dont l'architecture est d'inspiration provençale et italienne.

## Postérité
Anne Pépin est quelquefois confondue avec sa nièce, Anna Colas Pépin, qui eut aussi son heure de gloire en 1846 quand elle reçut à Gorée le fils du Roi de France Louis-Philippe Ier, François d'Orléans Prince de Joinville. Celle-ci est visible de nos jours sur un tableau au musée de Versailles, où elle est représentée en compagnie du Prince sur la place de Gorée. Anne Pépin, la tante, n'a pas laissé pour sa part d'image.

### Dans la littérature
Léopold Sédar Senghor écrivit plusieurs poèmes sur les Signares ; elles apparaissent notamment dans "Joal".
Dans son roman historique, Ségou, l'écrivaine guadeloupéenne Maryse Condé met en fiction son personnage.